# Cavendishia venosa
Cavendishia venosa är en ljungväxtart som beskrevs av A. C. Smith. Cavendishia venosa ingår i släktet Cavendishia och familjen ljungväxter. Inga underarter finns listade i Catalogue of Life.